# Wendy Hale
Wendy Hale (* 3. November 1987) ist eine Gewichtheberin von den Salomonen.

## Karriere
Wendy Hale nahm als Fahnenträgerin ihres Landes an den Olympischen Sommerspielen 2008 teil, wobei sie den zwölften Rang in der Kategorie bis 58 kg mit 173 kg erringen konnte. Bei den Ozeanienmeisterschaften 2008 wurde sie Zweite. Sie diente auch als Fahnenträgerin bei der Eröffnungszeremonie.